# Candacia ginuensis
Candacia ginuensis is een eenoogkreeftjessoort uit de familie van de Candaciidae. De wetenschappelijke naam van de soort is voor het eerst geldig gepubliceerd in 1983 door Chahsavar-Archard & Razouls.